# Paltajaurasj
Paltajaurasj är en sjö i Gällivare kommun i Lappland och ingår i Kalixälvens huvudavrinningsområde. Sjön har en area på 0,217 kvadratkilometer och ligger 818 meter över havet.

## Delavrinningsområde
Paltajaurasj ingår i det delavrinningsområde (751287-161872) som SMHI kallar för Utloppet av Kaska-Kaitumjaure. Medelhöjden är 750 meter över havet och ytan är 60,19 kvadratkilometer. Räknas de 46 avrinningsområdena uppströms in blir den ackumulerade arean 850,72 kvadratkilometer. Avrinningsområdets utflöde Kalixälven (Kaitumälven) mynnar i havet. Avrinningsområdet består mestadels av skog (13 procent) och kalfjäll (58 procent). Avrinningsområdet har 14,53 kvadratkilometer vattenytor vilket ger det en sjöprocent på 24,1 procent.